# Camponotus somalinus
Camponotus somalinus är en myrart som beskrevs av Andre 1887. Camponotus somalinus ingår i släktet hästmyror, och familjen myror.

## Underarter
Arten delas in i följande underarter:
- C. s. curtior
- C. s. pattensis
- C. s. somalinus